# Walker (Minnesota)
Walker è una città degli Stati Uniti d'America, situata in Minnesota, nella contea di Cass, della quale è capoluogo.